# Tôm hoàng đế
Tôm hoàng đế, tên khoa học Periclimenes imperator, là một loài tôm phân bố trong vùng biển Ấn Độ Dương-Thái Bình Dương. Chúng sống hội sinh với nhiều chủ thể, bao gồm nhóm sên biển Hexabranchus. A. J. Bruce mô tả loài này lần đầu năm 1967 dựa trên tám mẫu vật có chiều dài từ 4 milimét (0,16 in) tới 7,6 milimét (0,30 in), và Periclimenes rex có bề ngoài giống P. imperator nhất.
Periclimenes imperator có thể sống ở độ sâu 45 mét (148 ft), và phát triển đến chiều dài 1,9 xentimét (0,75 in).

## Hình ảnh

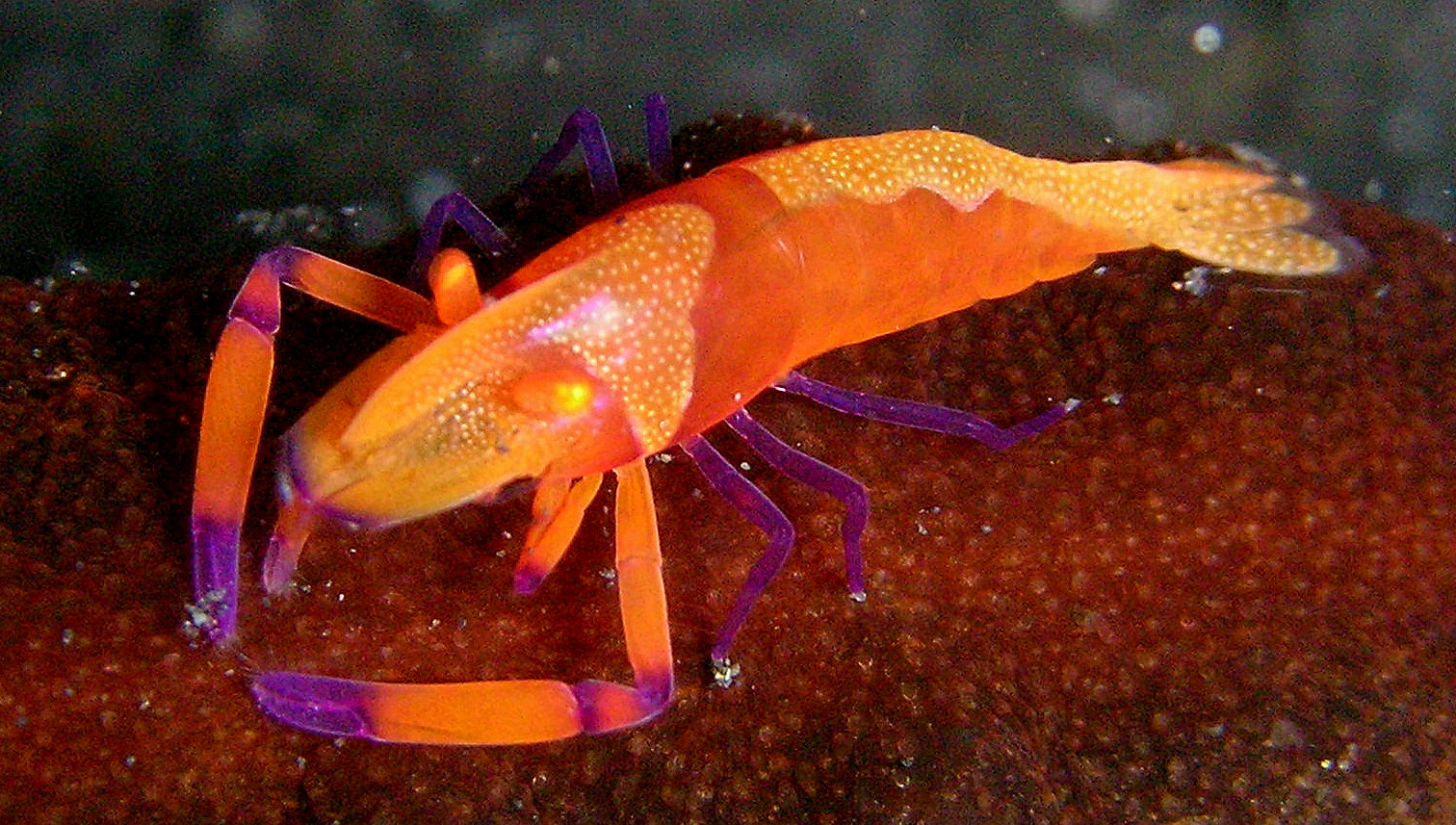
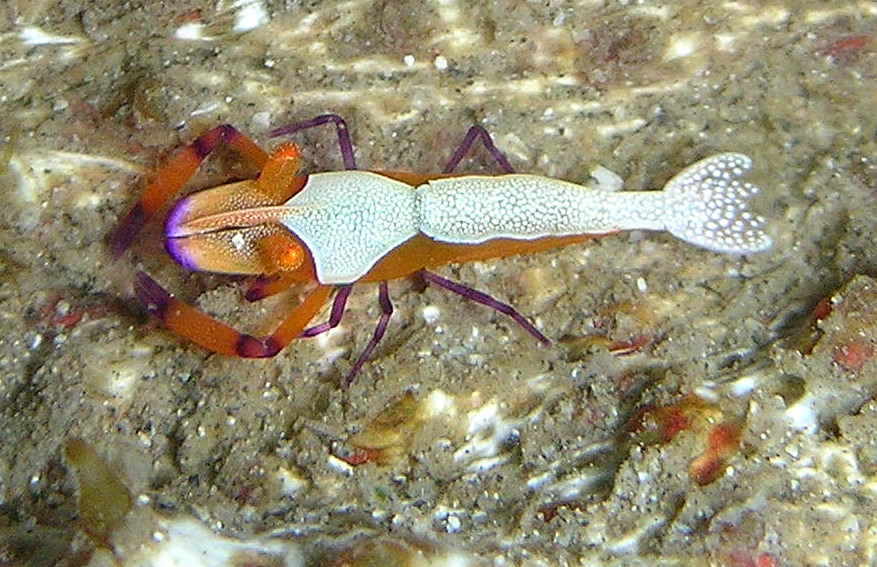
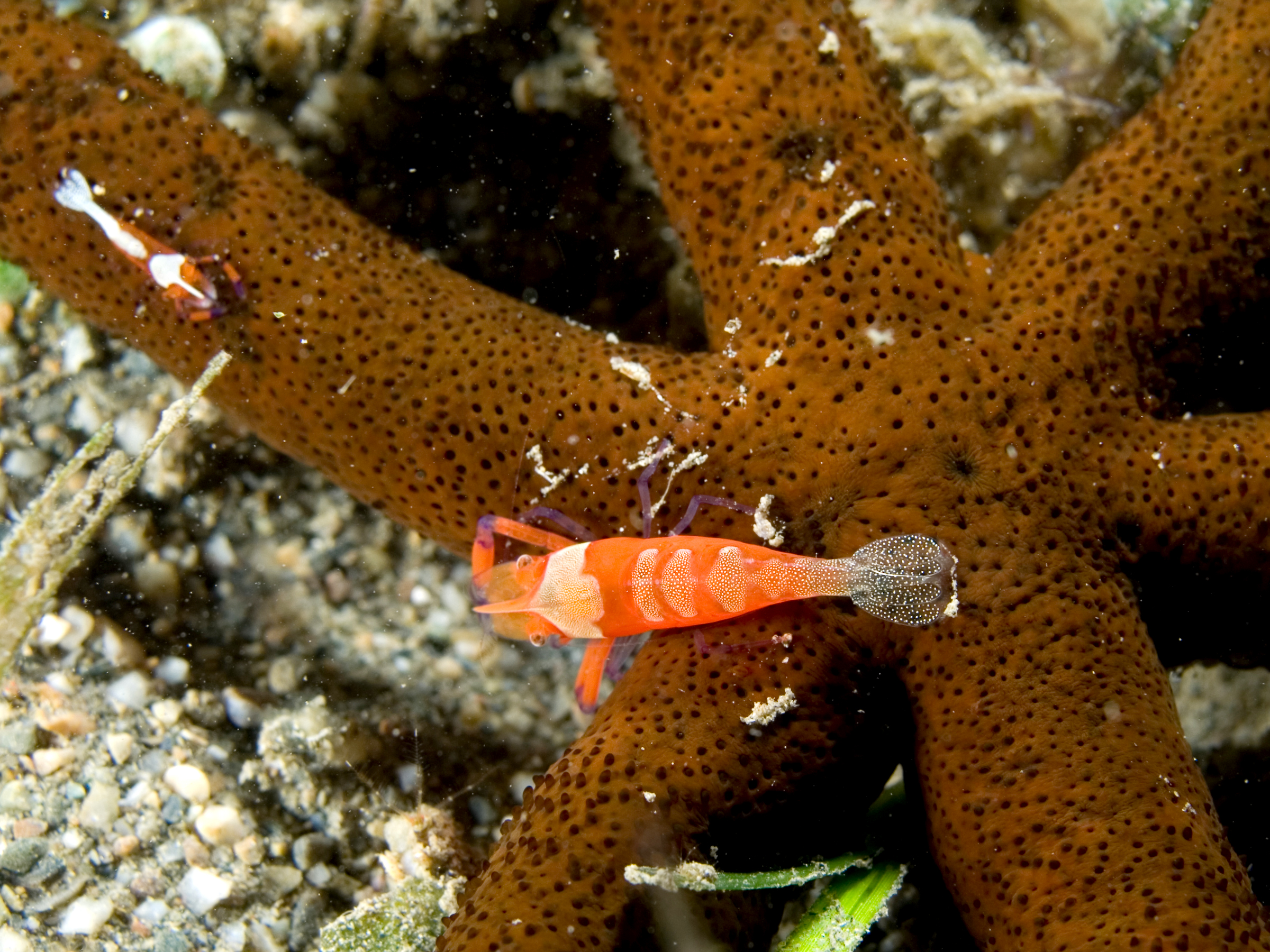
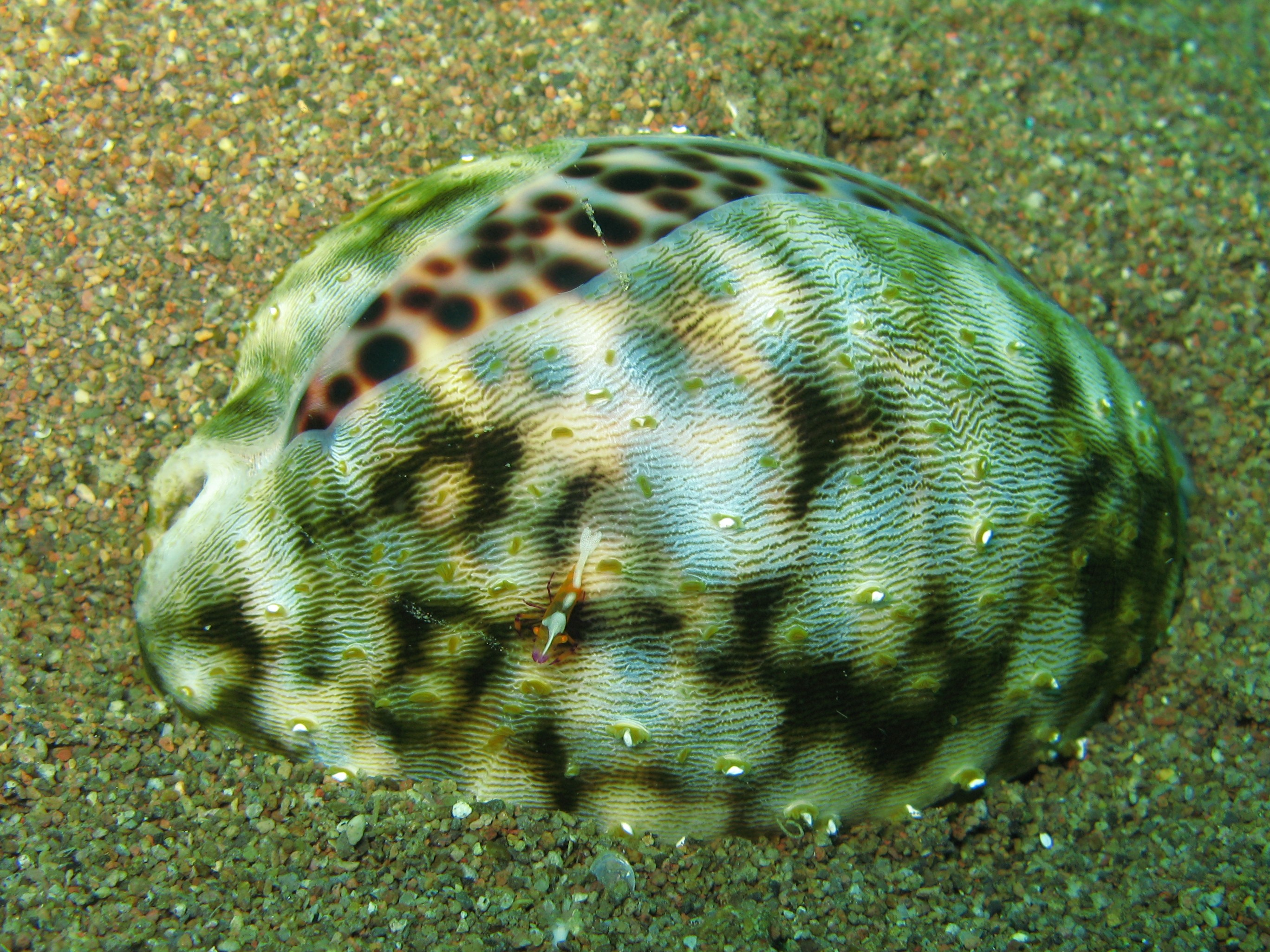